# Calamia rufata
Calamia rufata är en fjärilsart som beskrevs av W. Warren 1912. Calamia rufata ingår i släktet Calamia och familjen nattflyn. Inga underarter finns listade i Catalogue of Life.